# Oliver Rohrbeck

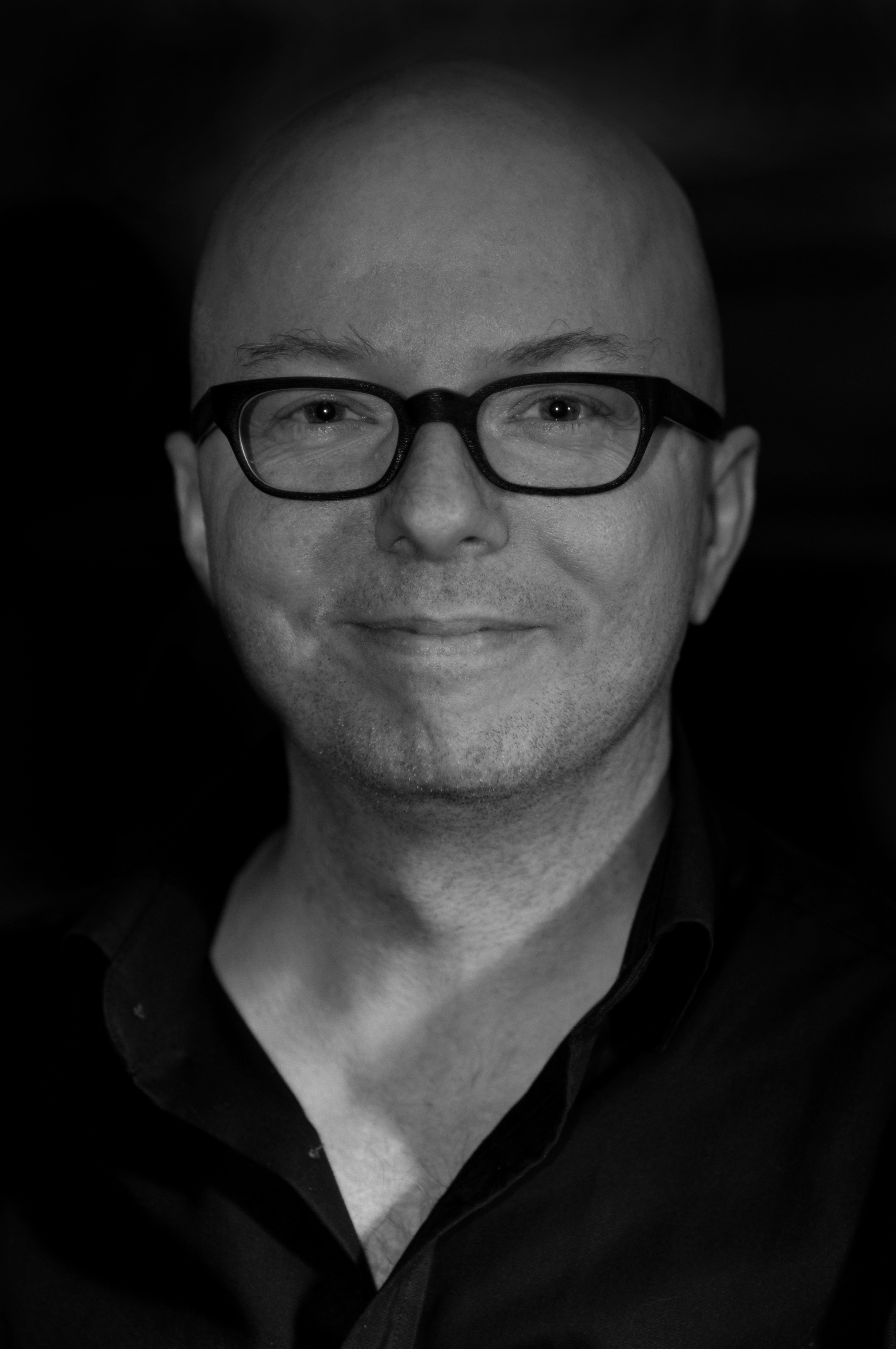
Oliver Rohrbeck im November 2010

Oliver Rohrbeck (* 21. März 1965 in West-Berlin) ist ein deutscher Schauspieler, der vor allem als Hörspiel-, Synchron- und Hörbuchsprecher tätig ist. Darüber hinaus fungiert er als Dialogregisseur und Dialogbuchautor. Bekannt wurde Rohrbeck vor allem durch seine Sprecherrolle des ersten Detektivs Justus Jonas in der erstmals 1979 erschienenen Europa-Hörspielserie Die drei ???. Rohrbeck ist unter anderem die deutsche Synchronstimme der US-amerikanischen Schauspieler Ben Stiller, Chris Rock, Michael Rapaport und Greg Germann. Er ist Gründer und Geschäftsführer des in Leipzig ansässigen Hörspiellabels und Liveveranstalters Lauscherlounge.

## Leben und Wirken (Auswahl)
Oliver Rohrbeck, dessen Mutter Annelie von Kodolitsch (1942–2020) Inhaberin einer Kinderagentur war, wuchs mit seiner Schwester Ute im Berliner Bezirk Charlottenburg auf. Ebenso wie sein späterer Drei ???-Kollege Andreas Fröhlich besuchte er zunächst das Wald-Gymnasium und im Anschluss die Erich-Hoepner-Oberschule. Bereits zu diesem Zeitpunkt verband die beiden ein freundschaftliches Verhältnis. In der 11. Klasse verließ Oliver Rohrbeck die gymnasiale Oberstufe und wechselte auf die private Schauspielschule von Erika Dannhoff.
Schon als Kind trat er in der ZDF-Serie Peter ist der Boss (1972) sowie in der Sesamstraße (1973) auf und übernahm im weiteren Verlauf zahlreiche Synchron- und Hörspielrollen. Gemeinsam mit anderen Kindersprechern war er 1976 in der von Frank Elstner moderierten Schnellratesendung Die Montagsmaler zu Gast. Mit dem Team Synchronsprecher – Karlsson auf dem Dach (u. a. mit Dorette Hugo) trat er gegen eine Kindergruppe des NDR-Schulfunks an, zu der auch sein späterer Drei ???-Kollege Jens Wawrczeck gehörte. 1976/1977 wurde Oliver Rohrbeck Bundessieger beim deutschen Vorlesewettbewerb. Um 1979/1980 soll Rohrbeck laut Bela B in der Berliner Punk- und Hausbesetzerszene aktiv gewesen sein.
Während seiner Schulzeit spielte er am Berliner Schillertheater unter anderem neben Bernhard Minetti und Curt Bois die Rolle des Luftgeists Ariel in William Shakespeares Drama Der Sturm. Nach Abschluss der Schauspielprüfung war er von 1984 bis 1991 an der Berliner Vaganten Bühne und der Berliner Tribüne in verschiedenen Stücken von Autoren wie Franz Xaver Kroetz, Athol Fugard oder Jean Genet zu sehen. Darüber hinaus nahm er Rollen in Fernsehproduktionen wie Eine Klasse für sich (1984) und Didi – Der Untermieter (1985–1986) an.

### Hörspiele

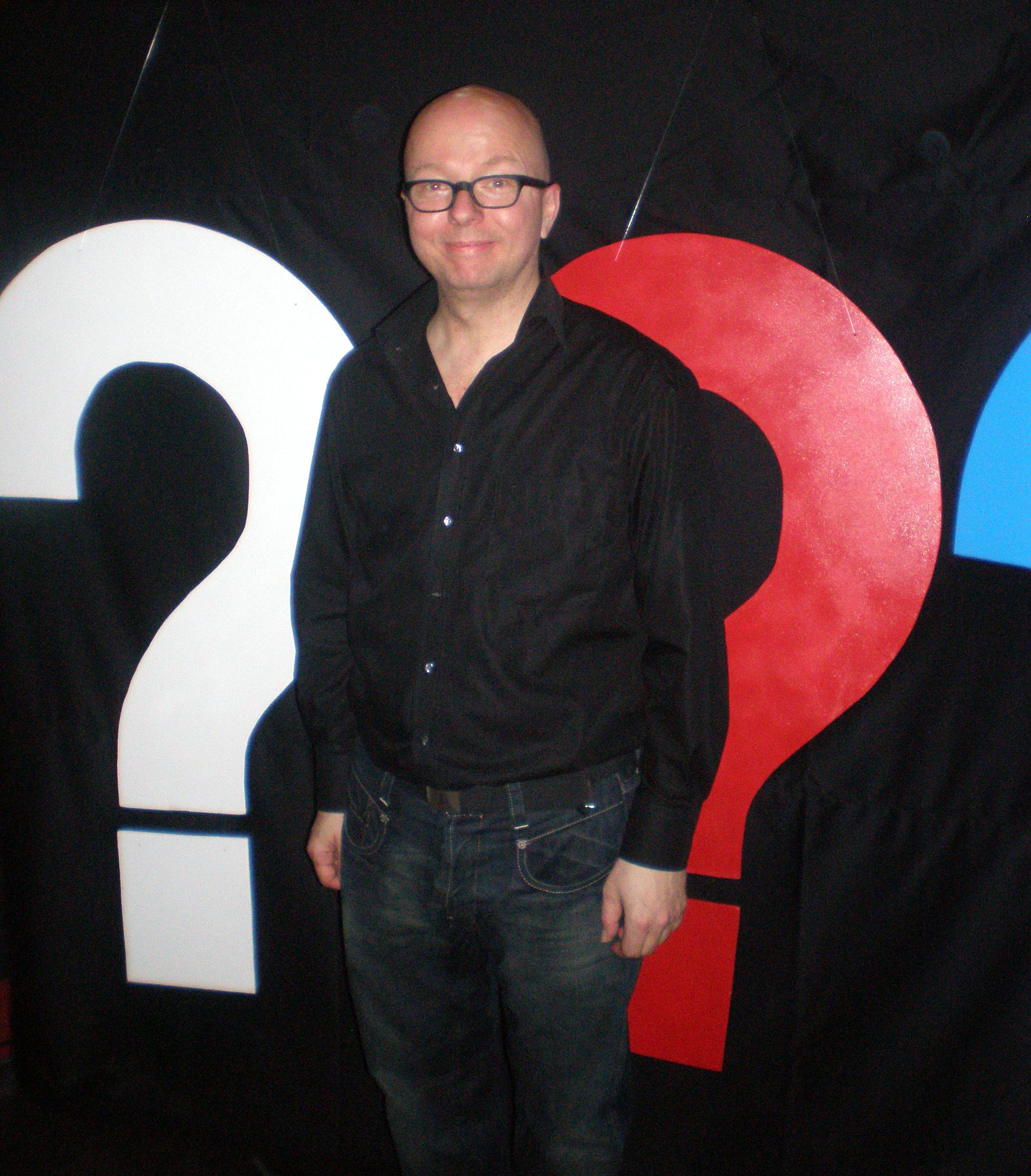
Oliver Rohrbeck am Gymnasium Burgkunstadt im Mai 2010

Oliver Rohrbeck wirkte ab Mitte der 1970er Jahre in mehreren Hörspielen der schwedischen Kinderbuchautorin Astrid Lindgren mit. 1978 synchronisierte er Marcus Harris als Julian Kirrin in der Jugendabenteuerserie Fünf Freunde und wurde im Anschluss für die gleichnamige Hörspielfassung von Europa verpflichtet, die ebenso wie die Fernsehserie auf den Romanen von Enid Blyton beruht.
Im Rahmen dieser Zusammenarbeit bot Produzentin Heikedine Körting dem damals 13-Jährigen eine Hauptrolle in der Detektivreihe Die drei ??? an, die in den folgenden Jahrzehnten zur weltweit erfolgreichsten Hörspielserie avancierte. Seit 1979 ist Rohrbeck neben Andreas Fröhlich als Bob Andrews und Jens Wawrczeck als Peter Shaw in allen bislang erschienenen Folgen in der Rolle des ersten Detektivs Justus Jonas zu hören.
Unter dem Programmtitel Master of Chess bestritt er mit seinen Kollegen in den Jahren 2002 und 2003 eine bundesweite Tournee, in deren Rahmen die gleichnamige Hörspielfolge live inszeniert wurde. Im Oktober 2004 schloss sich anlässlich des 25-jährigen Bestehens der Serie mit der ersten Folge Der Superpapagei ein Auftritt in der ausverkauften Color Line Arena in Hamburg an. Eine neue Bühnenfassung mit dem Titel Der seltsame Wecker – Live and Ticking führte das Trio im Herbst 2009, 30 Jahre nach Erscheinen der Debütfolge, erneut an diverse Spielstätten in Deutschland mit insgesamt mehr als 100.000 Besuchern. Im August 2010 überbot das Ensemble in der Berliner Waldbühne mit über 15.000 Zuschauern seinen eigenen Weltrekord als größtes Live-Hörspiel.
Neben seinen Paraderollen war Rohrbeck im Laufe der vergangenen Jahrzehnte an vielen weiteren Hörspielproduktionen beteiligt, darunter als Seefahrer Sindbad und Der kleine Muck in den gleichnamigen Hörspielfassungen von Europa und in festen Nebencharakteren wie Sheriff Freddy in Bibi und Tina (Kiddinx, seit 1991) und Trainer Norbert in Die Teufelskicker (Europa, seit 2005).

### Synchronisation
Parallel zu seiner Hörspielaktivität etablierte sich Oliver Rohrbeck im Metier der Filmsynchronisation ebenfalls früh als Kinderstimme. Im Alter von sieben Jahren, noch bevor er zu lesen imstande war, wurde er neben Harald Juhnke und Georg Thomalla in der Wiederaufführung der 1940 erstmals gezeigten Disneyproduktion Pinocchio für die Vertonung der gleichnamigen Hauptfigur eingesetzt (1973). Im selben Jahr schloss sich die Wiederaufführung des abendfüllenden Zeichentrickfilms Bambi an, in dem er das junge Kaninchen Klopfer synchronisierte. Zu seinen bekanntesten Einsätzen während der 1970er Jahre zählen Hauptrollen wie Svante „Lillebror“ Svantesson in Karlsson auf dem Dach (1974), der kleine Drache Grisu in der gleichnamigen Zeichentrickserie (1977), der Strauß Benny und das Warzenschwein Mixed Pickle in Kimba (1977), Karl „Krümel“ Löwe in Die Brüder Löwenherz (1977), später Patrick F. Patrick in Professor Mobilux (1987–1990), Spike in Die Dinos (1991–1994) und zuvor Julian Kirrin in Fünf Freunde (1978). In der Literaturverfilmung Die Vorstadtkrokodile ersetzte Oliver Rohrbeck die Stimme der Kinderdarstellerin Birgit Komanns, die in ihrer Rolle als Kurt Wolfermann einen auf den Rollstuhl angewiesenen Jungen verkörperte, und in Bas-Boris Bode synchronisierte er den Hauptdarsteller Mikael Martin.
In Star Wars: Episode I – Die dunkle Bedrohung synchronisierte Rohrbeck Clarence Smith als Arven Wendik.
In dem preisgekrönten Vierteiler Blut und Ehre, der sowohl in Deutsch als auch in Englisch (‚Blood and Honour‘) gedreht wurde, übernahm er die Synchronisation von Jeffrey Frank, der die Rolle des – älteren – Hartmut Keller spielte.
Nach mehreren Kinorollen wie Robert MacNaughton in E.T. – Der Außerirdische (1982) und C. Thomas Howell in Die Outsider (1983) bescherte ihm die Besetzung auf Malcolm-Jamal Warner als Theo Huxtable in der 201-teiligen Sitcom Die Bill Cosby Show (1987–1992) ein mehrjähriges Engagement. Mit der erfolgreichen Anwaltsserie Ally McBeal (1998–2002), die unter anderem mit dem Deutschen Preis für Synchron ausgezeichnet wurde, konnte Oliver Rohrbeck als deutsche Stimme des selbstverliebten Kanzleichefs Richard Fish punkten, der im Original von Greg Germann dargestellt wurde. Seit Verrückt nach Mary (1998) ist Rohrbeck die deutsche Feststimme des vor allem komödiantisch geprägten US-amerikanischen Schauspielers Ben Stiller. Zudem wird er wiederkehrend auf Michael Rapaport oder Chris Rock besetzt. In der für den Golden Globe nominierten 3D-Animationskomödie Ich – Einfach unverbesserlich (2010) war er als Protagonist Gru in den deutschen Kinos zu hören, sowie in Ich – Einfach unverbesserlich 2 (2013). Auch in der Fortsetzung Ich – Einfach unverbesserlich 3 ist Rohrbeck als Gru sowie als sein Zwillingsbruder Dru zu hören. 2024 sprach er wieder Gru in Ich – Einfach unverbesserlich 4. Außerdem spricht er Gru auch im Prequel Minions sowie in Minions – Auf der Suche nach dem Mini-Boss. 
In der Serie Atypical synchronisierte Rohrbeck Michael Rapaport als Familienvater Doug Gardner. In Spy × Family Code: White ist er als Domitri zu hören. 
2022 kehrte Rohrbeck zu einer seiner ersten Synchronrollen zurück, als er in der Disney Neuverfilmung Pinocchio (2022) einmal mehr als Sprecher tätig wurde, wobei er diesmal den Charakter Jiminy Grille spielte.
Zu Beginn der 2000er Jahre verlagerte Rohrbeck seinen Schwerpunkt in die Bereiche Dialogbuch und Synchronregie. So zeichnet er unter anderem für die deutschsprachigen Fassungen der Filmbiografien Ray (2004) und Walk the Line (2005), der Animationsfilme Ab durch die Hecke (2006) und Horton hört ein Hu! (2008) sowie der Serie Gilmore Girls (2000–2007) verantwortlich. Synchronregie führte er zudem in Kinofilmen wie The Green Mile (1999), Charlie und die Schokoladenfabrik (2005) oder Der Teufel trägt Prada (2006). Er sprach außerdem den Gnom Wilbur Wetterquarz im Point-and-Click-Adventure The Book of Unwritten Tales (2009) sowie dem Nachfolger The Book of Unwritten Tales 2.

### Pseudonyme
Rohrbeck trat früher öfter in der Hörspiel-Serie TKKG auf. Dort nutzte er das Pseudonym Lars Lächel.

### Hörbücher und Live-Lesungen

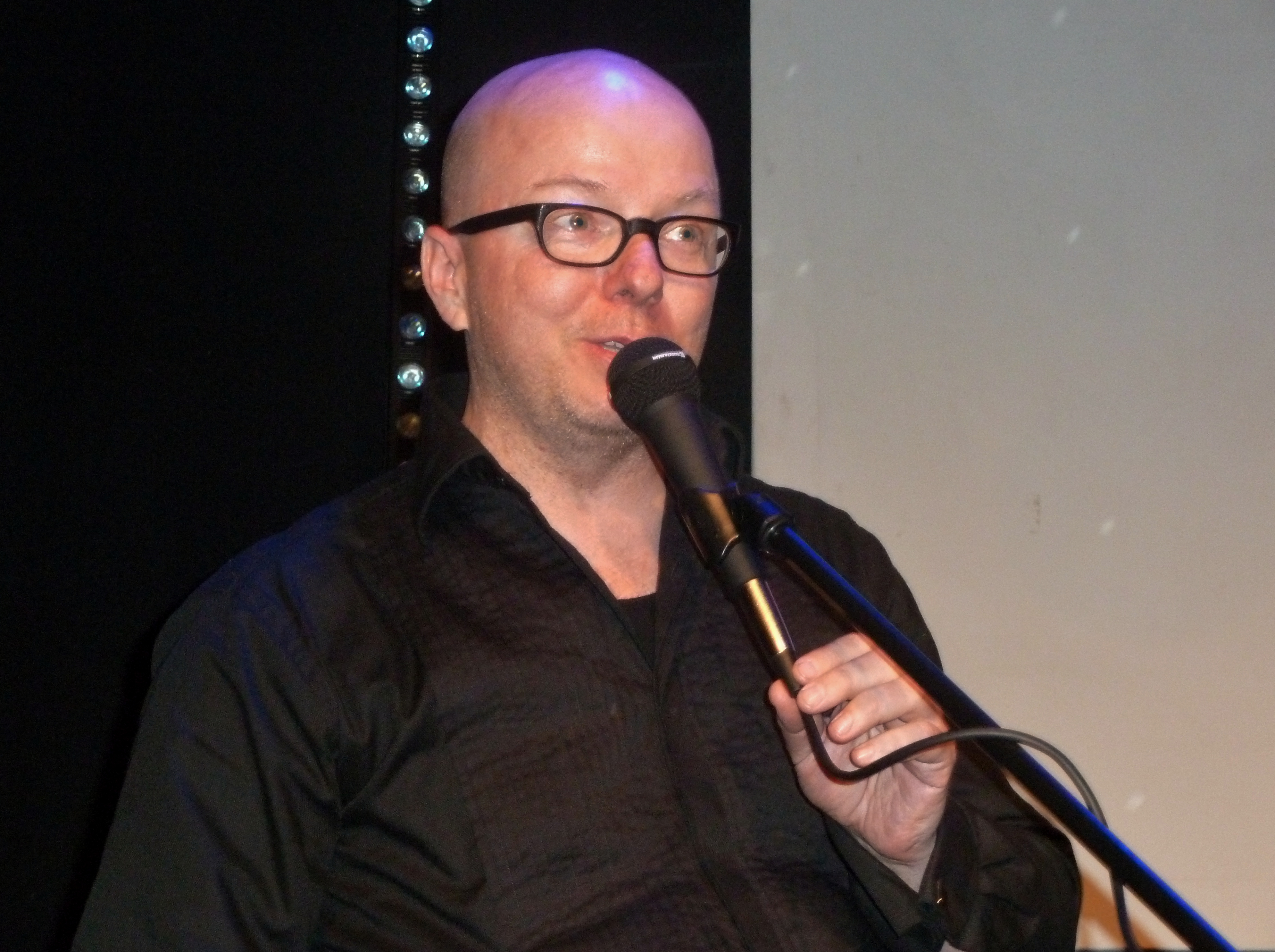
Oliver Rohrbeck während einer Veranstaltung in Köln 2011

Seit 2003 betreibt Oliver Rohrbeck sein eigenes Label Lauscherlounge und seit 2007 das Hörspielstudio Xberg mit Sitz in Berlin. Er veranstaltet bundesweit inszenierte Lesungen und Live-Hörspiele vor Publikum. Gemeinsam mit Detlef Bierstedt bestreitet er unter anderem die Prima Vista Lesungen, in denen das Duo mitgebrachte Texte des Publikums improvisierend vorträgt. Feste Aufführungsorte sind die Alte Kantine der Berliner Kulturbrauerei, der Berliner Club SO36 und das Kölner Gloria-Theater.
Als Hörbuchsprecher interpretierte Rohrbeck unter anderem:
- die siebenteilige Romanreihe Die Schlüssel zum Königreich von Garth Nix (2006–2010),
- Eine kurze Geschichte von fast allem von Bill Bryson (2007), der Hörverlag
- Shutter Island von Dennis Lehane (2009), Lauscherlounge Verlag
- Theo Boone und der unsichtbare Zeuge von John Grisham (2010), cbj audio
- Papillon von Henri Charrière (2011), Lauscherlounge Verlag
- Paul Ericksons Parodieromane Der Wobbit (2012, ISBN 978-3-86952-139-8) und War was? Die Krieg-der-Sterne-Parodie (2016, Audible exklusiv),
- Sadie Chesterfields Romanadaptionen der Filme Minions (2015, ISBN 978-3-8445-1975-4) & Ich – Einfach unverbesserlich 3 (2017, ISBN 978-3-8445-2574-8) sowie Ali Sparkes’ Das Erwachen für den Hörverlag (2019, ISBN 978-3-8445-3328-6).
- Dietmar Bittrich: Opa kriegt nichts mehr zu trinken! – Neue Weihnachtsgeschichten mit der buckligen Verwandtschaft Erscheinungsjahr 2015 Argon Verlag GmbH
- 2013: Victor Hugo: Der Glöckner von Notre-Dame (Audible exklusiv)
- 2014: Lewis Wallace: Ben Hur (Audible exklusiv)
- 2018: Cassandra Clare & Holly Black: Magisterium – Die Silberne Maske, Lübbe Audio, ISBN 978-3-8387-8832-6
- 2019: Robert Arthur: Die drei ???: Oliver Rohrbeck liest...und der Super-Papagei, Europa/Sony Music Family Entertainment (Sony Music)
- 2020: Thomas Finn: Bermuda (Audible exklusiv)
- 2020: Tobias Schlegl: Schockraum, Hörbuch Hamburg, ISBN 978-3-86952-479-5
- 2021: John Grisham: Erwischt – ein neuer Fall für Theo Boone, cbj Audio (Random House Audio), ISBN 978-3-8371-5254-8
- 2021: Ulf Blanck: Rick Nautilus – Teil 4: Geisterschiff am Meeresgrund, Der Audio Verlag, ISBN 978-3-7424-2067-1
- 2022: Ulf Blanck: Rick Nautilus – Teil 5: Ufo in Seenot, der Audio Verlag, ISBN 978-3-7424-2281-1

Für seine Lesung Die Messerkönigin von Neil Gaiman wurde er 2008 mit dem Hörbuch- und Hörspielpreis Ohrkanus ausgezeichnet.

### Privatleben
Oliver Rohrbeck lebt in Berlin. Er ist Vater zweier Töchter. Seine Tochter Leyla Rohrbeck ist ebenfalls als Synchron- und Hörspielsprecherin tätig. Seine ältere Schwester ist die ehemalige Synchron- und Hörspielsprecherin Ute Rohrbeck, die in der Rolle der Anne Kirrin ebenfalls in der Jugendserie Fünf Freunde mitwirkte. Oliver Rohrbeck ist gleichzeitig Fan und Dauerkarteninhaber des Hamburger Fußballvereins FC St. Pauli und des Berliner Fußballvereins Hertha BSC. Mit 37 Jahren musste sich Oliver Rohrbeck einer Herzoperation unterziehen. Er erhielt eine künstliche Herzklappe.

## Gastauftritte
- Auf dem 1999 veröffentlichten Debütalbum Zeitgeist des Musikprojekts Schiller ist Rohrbeck mit zwei Gastauftritten in den Liedern Glück und Erfüllung und Zeitgeist beteiligt. Auf dem Album Alles auf Schwarz (2005) der Band Montreal sprach er zwischen den einzelnen Stücken Kommentare im Stil seiner Stammrolle Justus Jonas. Ferner vertonte er einen eigens zu diesem Zweck verfassten Text auf der Download-Single Das Jahr in dem ich schlief (2009) der Punkrock-Band Jupiter Jones.
- In der 2003 erschienenen Auftaktfolge des Comedy-Hörspiel-Projekts Die Ferienbande, Die Ferienbande und die entsetzlichen Ferien, nahm Rohrbeck in einer Gastrolle sein Image als bekannte Stimme der Jugendhörspiele der 1980er Jahre selbstironisch aufs Korn.
- Im Mai 2006 absolvierte er einen Gastauftritt als Marshall Justus Jonas in der Folge 13 Vom anderen Ufer der Serie Allimania, die in der Welt des Online-Rollenspiels World of Warcraft spielt. Dort stellt er sich der Allianz als Marshall Jonas vor, in Anspielung auf seine bekannte Hörspielfigur. Eine weitere Anspielung sind die drei Fragezeichen, die über seinem Kopf schweben. Im Normalfall erscheint nur ein einziges Fragezeichen über einem Nicht-Spieler-Charakter, sofern bei diesem eine Aufgabe beendet werden kann.
- In Die drei ??? – Das Geheimnis der Geisterinsel (2007), der ersten großen Leinwand-Adaption der drei jungen Detektive, ist Oliver Rohrbeck in einem Cameoauftritt als Hotelbesucher zu sehen. Für die deutschsprachige Fassung schrieb er das Dialogbuch und führte Dialogregie.
- Ab Juli 2006 synchronisierte Rohrbeck Justin Long als Macintosh-Rechner in der deutschen Ausgabe der „Get a Mac“-Werbekampagne von Apple.

## Filmografie (Auswahl)
- 1972: Peter ist der Boss (Fernsehserie)
- 1973: Sesamstraße
- 1975: Berlin – 0:00 bis 24:00 (Fernsehserie)
- 1976: Verregnete Ferien (Fernsehserie)
- 1977: Molière Biografie
- 1982: Leben im Winter
- 1984: Eine Klasse für sich (Fernsehserie)
- 1984: Drei Damen vom Grill (Fernsehserie), (Gastauftritt: Staffel 6, Folge 62, Sie haben wohl’n Vogel?)
- 1985: Nessie – das verrückteste Monster der Welt
- 1985: Gefahr für die Liebe – AIDS
- 1985–1986: Die Nervensäge / Der Untermieter (Fernsehserie)
- 1986: Killing Cars
- 1986: Die Lokomotive
- 1986: Caspar David Friedrich – Grenzen der Zeit
- 1986: Weiberwirtschaft (Fernsehserie)
- 1987: Praxis Bülowbogen (Fernsehserie)
- 1988: Die Katrin wird Soldat (Fernsehserie)
- 1989: Molle mit Korn (Fernsehserie, 3 Folgen)
- 1989: Ein Heim für Tiere (Fernsehserie)
- 1989: Derrick – Ein kleiner Gauner
- 1993: Wolffs Revier (Fernsehserie) – Silke, 16
- 1994: Balko (Fernsehserie) – Grand mit Viren
- 1997: Berlin – Moskau
- 2007: Die drei ??? – Das Geheimnis der Geisterinsel (Cameo-Auftritt)
- 2015: Mune – Der Wächter des Mondes
- 2022: Hühnerhase und der Hamster der Finsternis

## Tourneen
- Deutschland: Die drei ??? – Master of Chess – Live & Unplugged (2002, 2003)
- Deutschland: Die drei ??? – … und der Super-Papagei 2004 – Live (2004)
- Deutschland: Die drei ??? – … und der seltsame Wecker – Live and Ticking (2009, 2010)
- Deutschland: Die drei ??? – Phonophobia – Sinfonie der Angst (2014, 2015)
- Deutschland/Schweiz: Die drei ??? – … und der dunkle Taipan – Live (2019)

## Hörspiele und Hörbücher (Auswahl)
- 1976: Michel aus Lönneberga (als Michel) – Regie: Kurt Vethake
- 1977: Karlsson vom Dach (als Lillebror) – Regie: Kurt Vethake
- 1978–1983: Fünf Freunde (als Julian Kirrin) – Regie: Heikedine Körting (Europa)
- 1978–2005, seit 2008: Die drei ??? (als Justus Jonas) – Regie: Heikedine Körting (Europa)
- 1983: Alfred Andel: Kunkels selige Witwe. Damals war's – Geschichten aus dem alten Berlin (Edmund Kunkel) (Geschichte Nr. 37 in 8 Folgen) – Regie: Horst Kintscher (RIAS Berlin)
- 1984: Bibi Blocksberg Folge 17: Der kleine Hexer (als Carlo) – Regie: Ulli Herzog (Kiosk)
- 1987: Franz S. Sklenitzka: Der Monsterjäger (2 Teile) – Regie: Ulrich Herzog (SFB)
- seit 1991: Bibi und Tina (Freddy) – (Kiddinx)
- 2000: Benjamin Blümchen Folge 91: … als Leuchtturmwärter (als Fiete) – Regie: Ulli Herzog (Kiosk)
- 2006–2007: DiE DR3i (als Jupiter Jones) – Regie: Heikedine Körting (Europa)
- 2008: Star Wars: Dark Lord (Hörspiel, nach James Lucenos Roman Dunkler Lord – Der Aufstieg des Darth Vader) als Filli Bitters – Buch und Regie: Oliver Döring
- 2008: Mark Twain: Die Abenteuer des Tom Sawyer (Audible Hörbuch)
- 2011: Jurassic Park von Michael Crichton, Hörbuch, Random House Audio
- 2012: Paul Erickson: Der Wobbit, Hörbuch Hamburg, ISBN 978-3-8449-0672-1 (Hörbuch-Download)
- 2013: Annette Herzog: Oskars Abenteuer, 15 Hörgeschichten für Kinder (Erzähler), Ohrka.de (kostenloser Hörbuch-Download)
- 2014: Arthur Conan Doyle (Hörbuchfassung von Susanne C. Friedmann): Sherlock Holmes und das verschwundene Rennpferd Silberstrahl (Erzähler), Ohrka.de (kostenloser Hörbuch-Download)
- 2014: Jules Verne: Von der Erde zum Mond (Audible Hörbuch)
- 2016: Jörg Buttgereit und Bodo Traber: Fungus. Pilz des Grauens – Grusel-Hörspiel nach William Hodgson (kostenloser Hörspiel-Download, WDR)
- 2016: Brüder Grimm: Hans im Glück (Erzähler), Ohrka.de (kostenloser Hörbuch-Download)
- 2016: Rainer Brandt: Sartana. Noch warm und schon Sand drauf (Langfassung) – Regie: Leonhard Koppelmann (WDR)
- 2017: Stephen King: Frühling, Sommer, Herbst und Tod, Lübbe Audio, ISBN 978-3-7857-5657-7 (Hörbuch)
- 2019: Benjamin Blümchen (Das Hörspiel zum Film, als Erzähler), Kiddinx Verlag
- 2022: Tobias Schlegl: See. Not. Rettung. Meine Tage an Bord der SEA-EYE 4, Hörbuch Hamburg & BookBeat, ISBN 978-3-8449-3028-3 (Hörbuch-Download)
- 2022: Sadie Chesterfield: Minions – Auf der Suche nach dem Mini-Boss. Das Original-Hörbuch zum Film, der Hörverlag, ISBN 978-3-8445-3692-8
- 2023: Ulf Blanck: Der Fluss der Gefahren, Der Audio Verlag, ISBN 978-3-7424-2648-2 (Hörbuch, Rick Nautilus 9)
- 2024: Jason Dark: John Sinclair – Der Schwarze Henker, Lübbe Audio & Audible, ISBN 978-3-7540-1226-0 (Hörbuch)
- 2025: André Leinkenjost: Werwolfjagd ist Familiensache, Hörbuch Hamburg, ISBN 978-3-8449-4180-7 (Hörbuch Download, Die Oaknight-Chroniken 1)

## Nominierungen
- 2012: Hörkulino für Die Schafgäääng von Christine und Christopher Russell

## Auszeichnungen
Für seine Tätigkeit als Hörspielsprecher, insbesondere im Zusammenhang mit den Drei ???, wurde Rohrbeck mit zahlreichen Preisen ausgezeichnet, darunter Gold- und Platinschallplatten für über 42 Millionen verkaufte Tonträger seit 1979 sowie einer Guinness-Urkunde für den Weltrekord als größtes Live-Hörspiel. Darüber hinaus erhielt er mehrere Hörspielawards und den Ohrkanus 2008 in der Kategorie „Beste Lesung (Erwachsene)“ für Die Messerkönigin von Neil Gaiman.